# Idotea phosphorea
Idotea phosphorea là một loài chân đều trong họ Idoteidae. Loài này được Harger miêu tả khoa học năm 1873.